# United (téléfilm)
Pour les articles homonymes, voir United.
Pour plus de détails, voir Fiche technique et Distribution.
United est un téléfilm dramatique britannique de James Strong diffusé en 2011 sur BBC Two.

## Synopsis
En 1958, les jours précédant et suivant le crash aérien de Munich dans lequel huit joueurs du Manchester United Football Club sont tués.

## Fiche technique
- Titre original : United
- Réalisation : James Strong
- Scénario : Chris Chibnall
- Direction artistique : Edward Thomas
- Décors : Paul Frost
- Costumes : Claire Anderson
- Photographie : Christopher Ross
- Son : Jack Gillies
- Montage : Billy Sneddon
- Musique : Clint Mansell
- Production : Julia Stannard
- Société de production : World Productions
- Pays d’origine :  Royaume-Uni
- Langue : Anglais
- Format : Couleurs - 35mm - 1.85:1 - Son Dolby numérique
- Genre : Drame
- Durée : 90 minutes
- Date de sortie : 
  -  Royaume-Uni : 24 avril 2012 (BBC Two)
  -  Japon : 7 juillet 2012

## Distribution
- David Tennant : Jimmy Murphy
- Jack O'Connell : Bobby Charlton
- Sam Claflin : Duncan Edwards
- Dougray Scott : Matt Busby
- Dean Andrews : Bert Whalley
- Kate Ashfield : Alma George
- David Calder : Harold Hardman
- Neil Dudgeon : Alan Hardaker
- Tim Healy : Tommy Skinner
- Melanie Hill : Cissie Charlton